# Tábano (grupo de teatro)
Tábano fue un grupo de teatro independiente que desarrolló su actividad en España, Europa e Hispanoamérica, entre 1968 y 1983. Si bien muchos componentes alternaron el amaterurismo con la dedicación profesional y se practicaba una gestión comunal y asamblearia, siempre se reconoció la capacidad directiva de Juan Margallo y, ya en la segunda época, la titularidad de Guillermo Heras como director. En sus consecutivas formaciones se desarrollaron conocidos actores de la escena nacional, además de dramaturgos, músicos, gestores y periodistas. Su montaje más popular y trascendente fue la Castañuela 70.

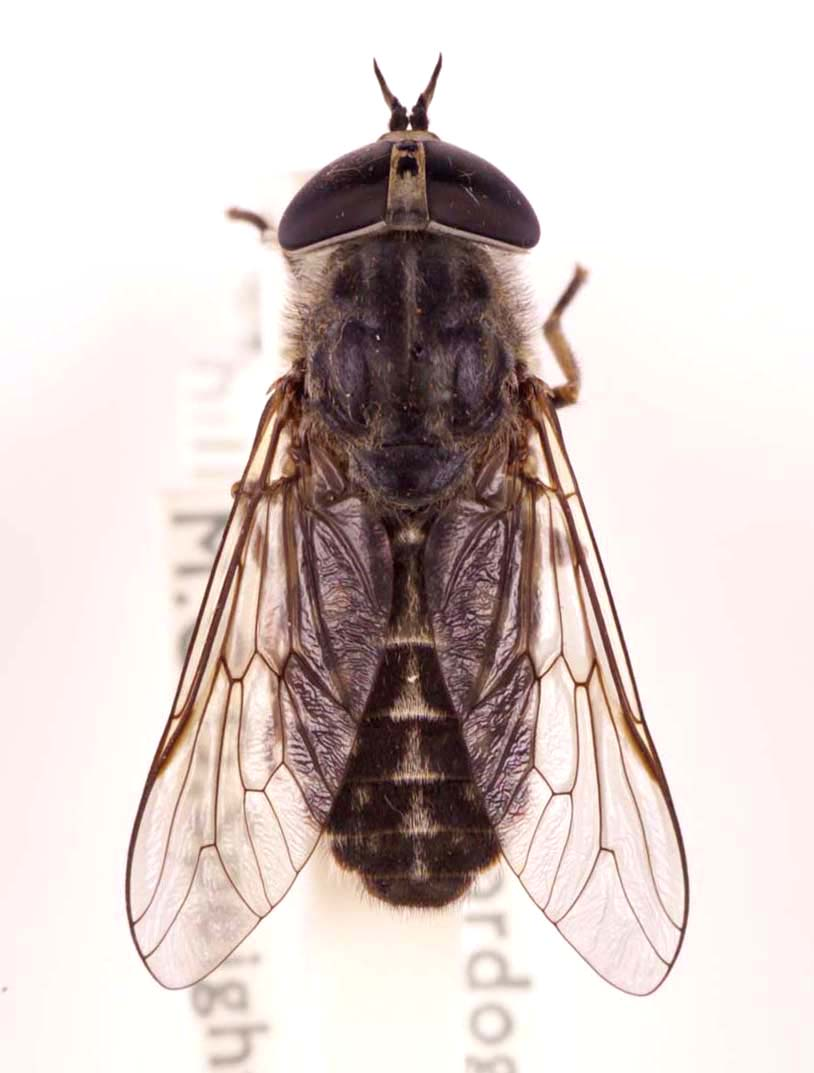
El tábano (tábanus unifasciatus), zoológicamente un insecto; ideológicamente, un símbolo. "Dios me puso en la ciudad, como al tábano sobre el caballo, para que no se adormezca ni amodorre" (Sócrates).

## Trayectoria
Fundado en 1968 por Juan Margallo, José Luis Alonso, Enriqueta Carballeira y Alfredo Alonso, el grupo fue luego impulsado por Carlos Sánchez, Andrés Cienfuegos y Margallo. Sus primeros montajes pasaron desapercibidos y supusieron un duro aprendizaje: 
"...seis meses preparando una obra para hacer dos únicas representaciones en un colegio mayor (el San Juan Evangelista de Madrid) y ser premiados por la censura con 25.000 pesetas de multa..."

### El teatro prohibido
El grupo Tábano se dio a conocer en el verano de 1970 con el montaje Castañuela 70, en colaboración con la banda musical Madres del Cordero. En cierta medida la fama posterior de ambas agrupaciones se debió a la gestión gubernamental franquista que suspendió la obra en pleno éxito de público y crítica cuando apenas llevaba 40 representaciones.
Ante la imposibilidad de continuar presentando su espectáculo en España, se acordó que parte de la compañía lo llevara por el extranjero, en una gira sin empresarios ni instituciones u organismos intermediarios, por Centros Culturales de la emigración y el exilio españoles en Europa (y más tarde en Latinoamérica). La Castañuela se estrenó en Rennes (Francia) el 12 de enero de 1971, y durante dos meses recorrió dieciséis ciudades francesas, neerlandesas, alemanas y suizas.
Tras la gira, intentaron poner en escena tres montajes que fueron prohibidos, sucesivamente, por la censura: Piensa mal y acertarás (creación colectiva del grupo), De cómo el señor Mockinpott consiguió liberarse de sus padecimientos, de Peter Weiss, y El retablo del flautista, de Jordi Teixidor, que consigue permanecer 24 horas en cartel. Ya en 1972, su siguiente intento, una adaptación bufa de El retablillo de Don Cristóbal, de Federico García Lorca, pudo representarse con mediana continuidad en pequeñas salas y locales de barriadas madrileñas, y en nuevas giras por España, Europa y América. No obstante, la 'normalidad' no llegaría hasta 1976.

### América, América
Con el Retablillo bajo el brazo y animados por Pepe Monleón, director de la revista de teatro Primer Acto, asistieron al Festival de Manizales, en Colombia, tomando allí contacto con la obra de Enrique Buenaventura, Augusto Boal o Atahualpa del Cioppo, entre otros. Era el año 1972.

### Consagración
En mayo de 1973, Tábano cerró su gira europea en uno de los festivales de teatro internacionales más importantes, el Festival de Teatro de Nancy.
El estreno en Salamanca el 29 de marzo de 1974, y poco después en el Teatro Monumental de Madrid, el 20 de abril, del montaje de cabaré circense titulado Los últimos días de soledad de Robinsón Crusoe, original de Jerome Savary en versión española de Vicente Romero, supuso un tímido inicio de la temporada de 'vacas gordas' para el grupo Tábano. Al año siguiente su gira por el extranjero recaló en el Festival de Zagreb con una adaptación de John Gay. A su regreso se recrudecieron los problemas con la censura y el cerco policial, que obligó a una renovación parcial de la compañía. Esa época coincidió con su colaboración en el programa de televisión Cuentopos. 
Como en otros muchos sectores, la muerte de Francisco Franco supuso para Tábano una bocanada de aire fresco, que la compañía disfrutó hasta su último montaje El suicida, (adaptando un texto de Nicolai Erdman) en 1983, tras el cual el grupo se disolvió.

### Continuidad
En 1985 Petra Martínez y Juan Margallo fundaron la compañía de Uroc Teatro, cuya dirección ha tenido continuidad en su hija Olga y el autor y director Antonio Muñoz de Mesa.
En 1996, buena parte de los antiguos componentes del grupo volvieron a reunirse para estrenar en el Teatro de La Latina de Madrid el remake Castañuela 90, el desmadre nacional, junto a la banda musical "Las Abuelas del Cordero". La antigua compañía se reunió de nuevo con motivo del 35º aniversario del estreno de la Castañuela, representándose en el Teatro Bellas Artes de Madrid una única función homenaje.

## Principales obras representadas
- Castañuela 70 (1970)
- El retablillo de Don Cristóbal (1972)
- Robinson Crusoe (1974)
- La ópera del bandido (1975)
- Cambio de tercio (1976)
- Schweyck en la Segunda Guerra Mundial de Bertolt Brecht (1977)
- El nuevo retablo de las maravillas (1979)
- Un tal Macbeth (1980)
- Solo se vive una vez (1981)
- La mueca del miedo de Dario Fo (1982)
- El suicida (1983)